# 11711 Urquiza
11711 Urquiza (1998 HV50) là một tiểu hành tinh vành đai chính được phát hiện ngày 25 tháng 4 năm 1998 bởi Lorenza Levy thuộc LONEOS group ở trạm Anderson Mesa thuộc Đài thiên văn Lowell, và được đặt tên theo người ông của Levy.